# 박기성 (1907년)
박기성(朴基成, 1907년 6월 1일 ~ 1991년 2월 1일)은 대한민국의 독립운동가이다. 본관은 죽산(竹山)이며, 충청북도 진천군 문백면 출신이다. 별칭은 구양군(歐陽軍), 이수현이다.

## 생애
1924년 도쿄[東京]에서 정찬진(丁贊鎭)·홍영유(洪永裕) 등과 같이 자유청년연맹을 조직하여 한인유학생들과 항일운동을 전개했다. 1926년 상하이[上海]로 건너가 무정부주의자 백정기(白貞基)·엄순봉(嚴舜鳳) 등 10여 명과 함께 남화한인청년연맹(南華韓人靑年聯盟)을 조직하고 일제의 밀정 제거에 주력하는 한편, 일본공사 아리요시(有吉)를 암살하고자 했으나 백정기·이강훈(李康勳) 등이 검거됨으로써 실패했다. 또한 남화한인청년연맹의 기관지 〈남화통신 南華通信〉을 발간하여 항일투쟁·선전운동에 주력했다. 1937년 황푸 군관학교를 제11기로 졸업했으며, 이듬해 6월 충칭[重慶]에서 나월환(羅月煥)·이하유(李何有)·김동수(金東洙)·이해평(李海平) 등 10여명과 같이 한국청년전지공작대(韓國靑年戰地工作隊)를 창립하여 중국 시안[西安]에 본부를 두고 적지구 내에 지하 공작대를 밀파하여 후방공작을 했다. 또한 한국 청년훈련원을 설치하여 본부에 집결한 100여 명의 청년들을 교육시켜 간부로 양성했다. 1941년 9월 17일 한국광복군총사령부가 충칭에서 창립되자 청년전지공작대를 해체하고 이듬해 1월 1일 광복군 제5지대로 편입하여 나월환이 지대장에 임명되고, 그는 이하유·김동수·이해평 등과 같이 간부로 임명되었다. 지대 분대장으로서 시안에 근거를 두고 총사령부를 호위했으며, 새로 모집한 사병을 훈련시키는 등 허베이[河北]·북만 등지에서 활약했다. 1943년 총사령부로 전임되어 최용덕(崔用德) 총무처장 밑에서 중령으로 과장에 임명되었으며, 김홍일(金弘壹) 참모장 밑에서 대령으로 정보과장의 임무를 맡아보다가 8·15 광복을 맞았다. 1946년 국군에 입대하여 1959년 육군 준장으로 예편했다. 1963년 건국훈장 국민장을 수여하였다.

## 참고 자료
- 대한민국의 독립유공자 공훈록- 박기성